# Les Planes d'Hostoles
Les Planes d'Hostoles és un municipi de la comarca de la Garrotxa, a les comarques Gironines.
Situat en les valls de Cogolls i d'Hostoles, està envoltat pels cingles del Far (1.150 m), de la Salut (1.020 m), la serra dels Medes (887,3 m) on es troba el volcà Puig Rodó i banyat pel riu Brugent. Forma part del Parc Natural de la Zona Volcànica de la Garrotxa.

## Geografia
- Llista de topònims de les Planes d'Hostoles (Orografia: muntanyes, serres, collades, indrets..; hidrografia: rius, fonts...; edificis: cases, masies, esglésies, etc).

## Història
La població va pertànyer al castell d'Hostoles, propietat del comtat de Besalú i documentat des de l'any 1021; ja en el segle XIV el Castell era de la familia Cartellà sent Guillem Galceran de Cartellà i Blanca Creixell els seus castlans,
Segles més tard, el castell tindria un gran paper en la guerra dels Remences, l'any 1462, revolta dels camperols comandats per Francesc de Verntallat que els va dirigir des del dit castell. En 1474 el rei Joan II, li va concedir el terme i la fortalesa a Verntallat amb el nom de vescomte d'Hostoles.

## Mitjans de comunicació
- Ràdio les Planes

## Llocs d'interès

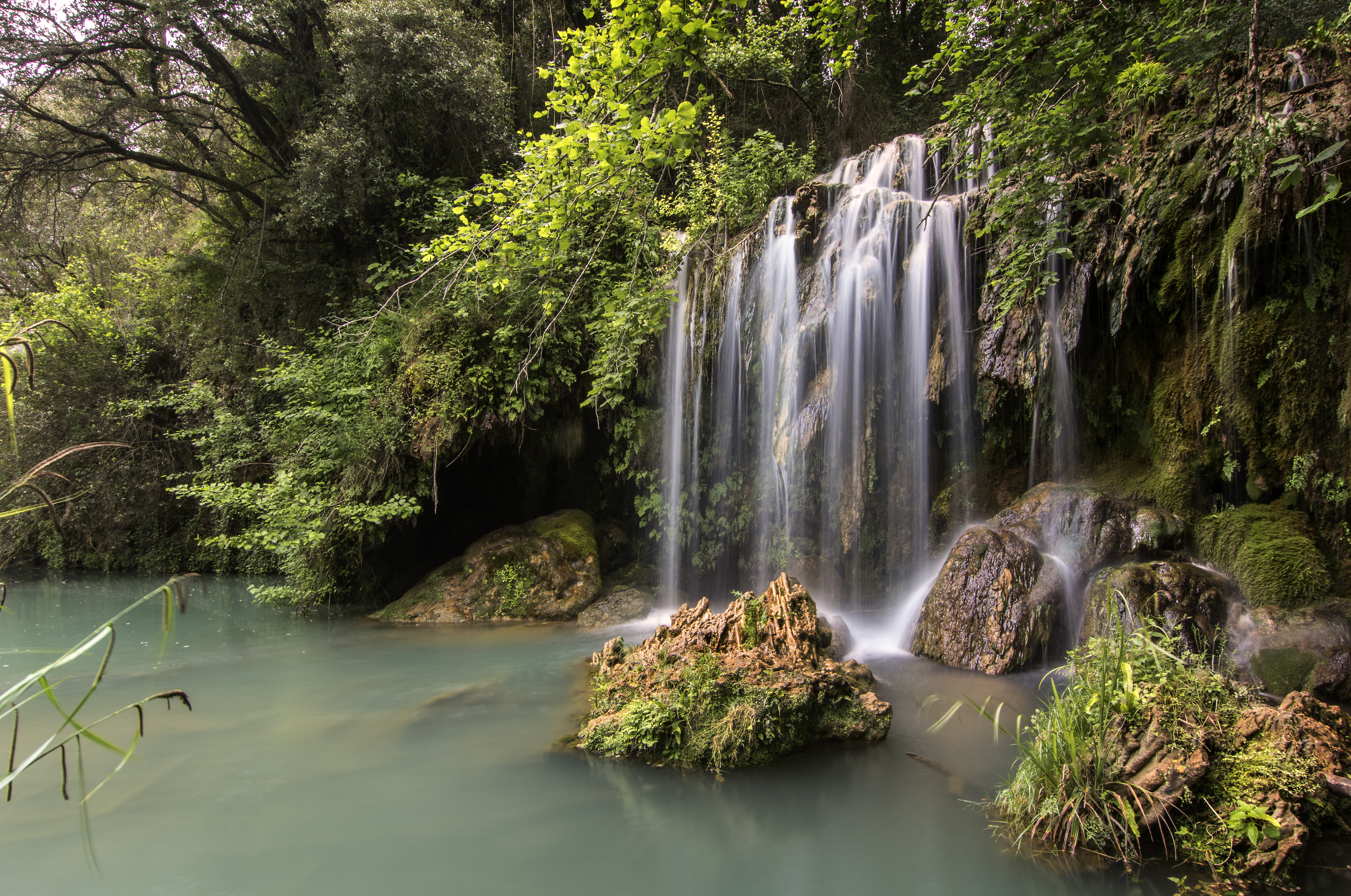
Gorg del Molí dels Murris.

- Església de Santa Maria de les Encies. Romànic. Any 1155.
- Església de Sant Cristòfol de Cogolls. Romànic. Any 986.
- Església de Sant Pere. Documentada des de l'any 1207.
- Ermita de Sant Pelegrí. Any 1862.
- Restes del castell d'Hostoles.
- Restes del castell de Puig-Alder.
- Gorgues de Santa Margarida
- Gorgues del Molí dels Murris.
- Ermita de l'Àngel

## Altres indrets
Volcà del Traiter (749 m)
Cova de l'Avellaner. Està situada en una cornisa travertínica a la vora esquerra de la riera de Cogolls, uns 30 metres per damunt del seu llit actual, i per sobre del camí carreter que duu a la serra de les Medes.
Cases i masos: la Carrera; el Llober; El Jonquer.
Església, de la Mare de Déu de Núria de les Encies (abandonada) A tocar de l'església abandonada de la Mare de Déu de Núria hi ha l'antic Hostal del Fang, a mig camí de les Planes d'Hostoles i de la vila d'Amer.

## Demografia
| Entitat de població   | Habitants (2024) |
| les Planes d'Hostoles | 1.459            |
| Pocafarina            | 109              |
| les Encies            | 61               |
| Cogolls               | 58               |
| la Costa              | 34               |
| Planjuí               | 23               |
| Dusol                 | 4                |
| la Farga              | 0                |
| Font: Idescat         |                  |

| 1497 f | 1515 f | 1553 f | 1717 | 1787 | 1857 | 1877  | 1887  | 1900  | 1910  |
| ------ | ------ | ------ | ---- | ---- | ---- | ----- | ----- | ----- | ----- |
| 55     | 62     | 76     | 544  | 702  | -    | 1.550 | 1.529 | 1.540 | 1.619 |

| 1920  | 1930  | 1940  | 1950  | 1960  | 1970  | 1981  | 1990  | 1992  | 1994  |
| ----- | ----- | ----- | ----- | ----- | ----- | ----- | ----- | ----- | ----- |
| 1.879 | 1.715 | 1.703 | 1.768 | 1.924 | 2.004 | 1.849 | 1.845 | 1.795 | 1.795 |

| 1996  | 1998  | 2000  | 2002  | 2004  | 2006  | 2008  | 2010  | 2012  | 2014  |
| ----- | ----- | ----- | ----- | ----- | ----- | ----- | ----- | ----- | ----- |
| 1.743 | 1.745 | 1.724 | 1.750 | 1.720 | 1.798 | 1.795 | 1.727 | 1.701 | 1.694 |

| 2016  | 2018  | 2020  | 2022  | 2024  | 2026 | 2028 | 2030 | 2032 | 2034 |
| ----- | ----- | ----- | ----- | ----- | ---- | ---- | ---- | ---- | ---- |
| 1.662 | 1.660 | 1.712 | 1.745 | 1.746 | -    | -    | -    | -    | -    |

En el cens del 1787 s'incorpora a Sant Feliu de Pallerols. Més endavant, el 1872 se'n desagrega, i el nou municipi conté també els antics termes de Cogolls i de Les Encies.

## Educació

### Llar d'Infants (0-3 anys)
- Llar d'Infants El Melic
- Llar d'Infants Municipal

### Llar d'Infants (3-6 anys)
- Escola Sant Cristòfol

### Primària
- Escola Sant Cristòfol

## Nyerros il·lustres
- Ramon Noguer i Fàbrega, poeta (1920)
- Rosa Maria Noguer i Carbonés, poeta (1954)
- Francesc Arnau i Grabulosa, futbolista (1975)